# Talpa martinorum
Espèce
Talpa martinorum, littéralement la Taupe des Martino, est une espèce de petits mammifères fouisseurs de la famille des Talpidés endémique de la Thrace orientale en Bulgarie et en Turquie européenne. 
Décrite en 2018 depuis le massif de Strandja en Bulgarie, elle est génétiquement et morphologiquement proche de la Taupe d'Europe (Talpa europaea), avec laquelle elle cohabite, mais aussi de la Taupe d'Aquitaine (Talpa aquitania) et de la Taupe ibérique (Talpa occidentalis). Elle s'en différencie par une fissure aux paupières scellée et par une première molaire supérieure sans cuspide, tout en étant plus petite. 
Son épithète spécifique est un hommage au couple de mammalogistes russes Vladimir et Evgeniya Martino qui a œuvré dans les Balkans durant le XXe siècle.
Comme ses proches parentes, cette espèce vit sous terre dans les sols meubles où elle se nourrit de vers de terre et se signale par des monticules de terre, les taupinières.

Aire de répartition de Talpa martinorum